# 冰廠路

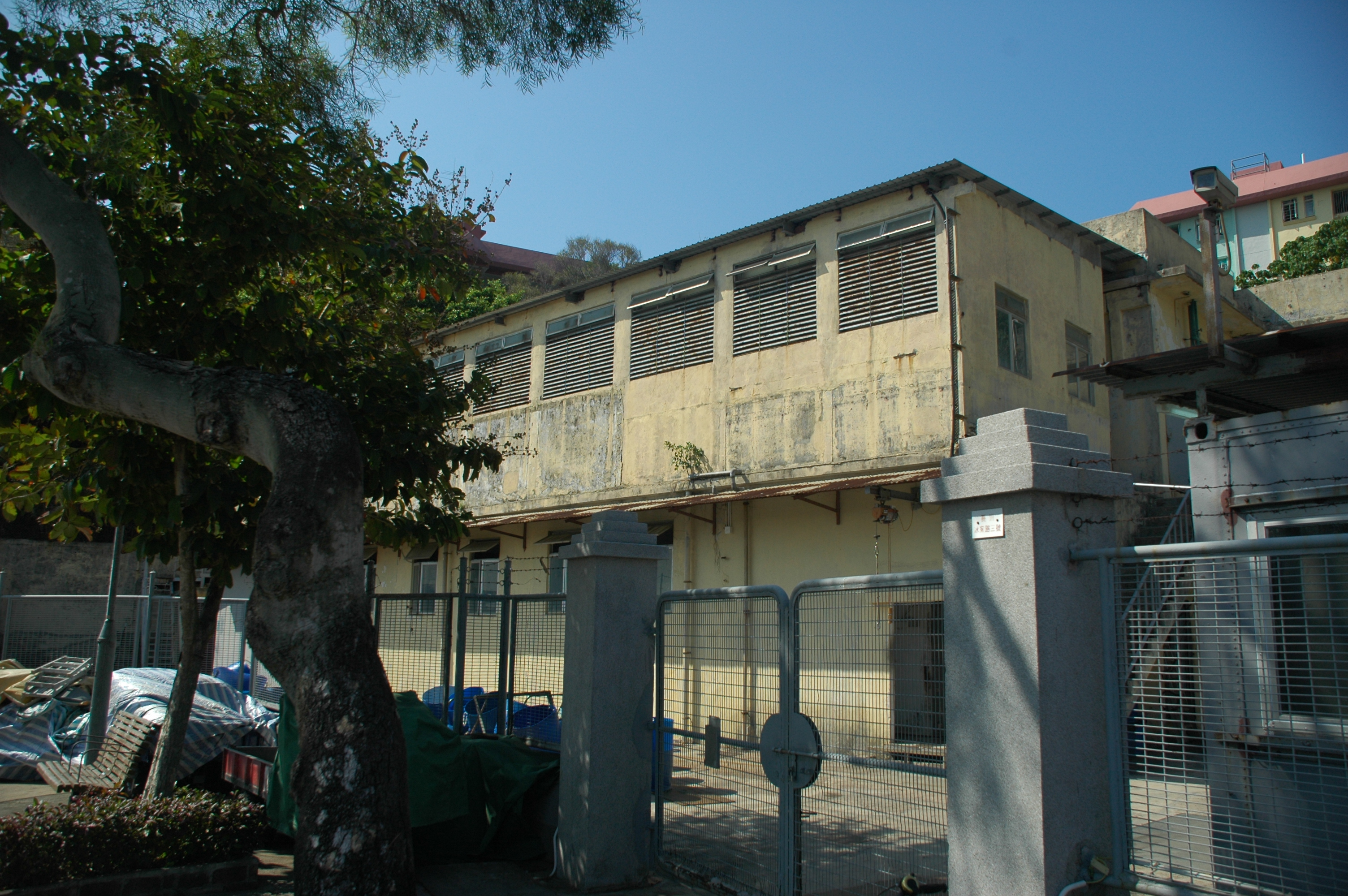
位於冰廠路3號的捷安冰廠（長洲）有限公司

冰廠路（英語：Ping Chong Road）是香港離島區長洲的一條街道，連接排廠路、北社海傍路及新興海傍街。
冰廠路因鄰近的一間製冰廠「捷安冰廠」而得名。而該所冰廠所製造的冰可供當地漁民貯藏捕獲的魚之用。另外，因冰廠路而得名的冰廠豆腐花是旅客到長洲旅行時會吃的小食。

## 鄰近建築
- 長洲消防局
- 長洲商業中心
- 北社一里
- 捷安冰廠(長洲)有限公司
- 長貴邨長盛樓
- 長貴邨長豐樓
- 長貴邨長益樓
- 長貴邨長榮樓

## 外部連結
- 長洲登高去 遨遊北山風景線（页面存档备份，存于）
- 安排讓市民有秩序觀看長洲搶包山比賽[永久]

22°12′43″N 114°01′30″E / 22.2119°N 114.0249°E